# Mad Max Beyond Thunderdome (trilha sonora)
Mad Max Beyond Thunderdome: Original Motion Picture Soundtrack é a trilha sonora do filme de mesmo nome, estrelado por Mel Gibson e Tina Turner. O álbum foi lançado em 1985 pela Capitol Records e relançada várias outras vezes por outras gravadoras.
O álbum produziu dois grandes hits na carreira da cantora Tina Turner, a faixa "We Don't Need Another Hero (Thunderdome)" que atingiu a posição #2 na Billboard Hot 100 e foi nomeada ao Globo de Ouro de Melhor Canção Original em 1986 e ao Grammy de Melhor Performance Vocal Pop Feminina, também em 1986. O segundo sucesso foi a faixa "One of the Living", que atingiu a posição #15 da parada americana e rendeu a cantora o Grammy de Melhor Performance Feminina de Rock em 1985. A música não foi incluída em suas coletâneas lançadas posteriormente.

## Faixas
1. We Don't Need Another Hero (Thunderdome) (Terry Britten, Graham Lyle) - 6:07
2. "One of the Living" (Holly Knight) - 5:48 (Performance de Tina Turner & Device)
3. "We Don't Need Another Hero (Thunderdome)" (Instrumental) (Terry Britten, Graham Lyle) - 6:30
4. "Bartertown" (Maurice Jarre) - 8:28 (Performance de  The Royal Philharmonic Orchestra)
5. "The Children" (Maurice Jarre) - 2:11 (Performance de  The Royal Philharmonic Orchestra)
6. "Coming Home" (Maurice Jarre) - 15:10 (Performance de The Royal Philharmonic Orchestra)

## Músicos
- Tina Turner
- The Kings House School Choir
- Charlie Morgan
- Nick Glennie-Smith
- Graham Broad
- Tim Cappello
- Terry Britten
- Gene Black
- Holly Knight
- Royal Philharmonic Orchestra
- Maurice Jarre
- Barry Griffith
- Charlie McMahon
- Cynthia Millar
- Dominique Kim

## Produção
- Faixa 1 e 3 gravadas no Mayfair Studios, Londres.
- Faixa 2 gravada no Cherokee Studios, Los Angeles.
- Terry Britten - Faixa 1, 3
- John Hudson - engenheiro de som, mixagem faixa 1, 3
- Mike Chapman - produtor da faixa 2
- Humberto Gatica - remix, co-produtor faixa 2
- Maurice Jarre - produtor faixa 4-6
- Christopher Palmer - assistente de Maurice Jarre faixa 4-6
- Dick Lewzey - engenheiro de som faixa 4-6
- Tim Pennington - assistant sound engineer faixa 4-6

## The Complete Motion Picture Score
Em 2010, uma edição deluxe da trilha sonora do filme foi lançada. Essa edição possui 2 discos.
No disco 1 todas as músicas foram escritas por Maurice Jarre.

### Faixas
Disco 1
1. "Original Main Title Music"  - 2:00
2. "Max's Theme" / "The Desert" - 2:41
3. "Bartertown Theme" - 1:55
4. "Accents 2 Suspense" - 3:48
5. "Tragic Saxophone" - 0:40
6. "Heartbeat" / "Pigrock" - 3:48
7. "Master Blaster" / "The Manipulator" / "Embargo" / "Entity Humiliated" - 2:29
8. "The Discovery" - 2:01
9. "Conspiracy" - 0:35
10. "Thunderdome" - 4:52
11. "Darkness" / "Gulag" - 3:48
12. "Master in Underworld" / "Desert Hallucinating"   5:21
13. "Magical" - 3:02
14. "Children's Theme" - 2:13
15. "Ceremony" - 1:12
16. "Confusion" - 1:14
17. "The Telling" / "I Ain't Captain Walker" - 4:01
18. "Compassion" - 3:18
19. "Tyrant" - 2:45
20. "The Leaving" - 5:05
21. "Underworld Takeover" - 2:19
22. "Arrival" - 2:59

Disco 2
1. "Max and Savannah Escape" - 3:05
2. "Boarding the Train" - 2:22
3. "Bartertown Destruction" - 4:03
4. "The Big Chase!" - 11:44
5. "Epilogue" - 3:18
6. "Bartertown" - 8:27
7. "The Children" - 2:12
8. "Coming Home" - 15:15
9. "Piano Overdubs for "The Big Chase!"" - 2:37
10. "Organ Effects" - 0:39
11. "Plastic Tube Effects" - 0:47
12. "Wild Chords" - 0:25
13. "I Ain't Captain Walker" (City of Prague Philharmonic Orchestra) 5:02